# Glenn Research Center

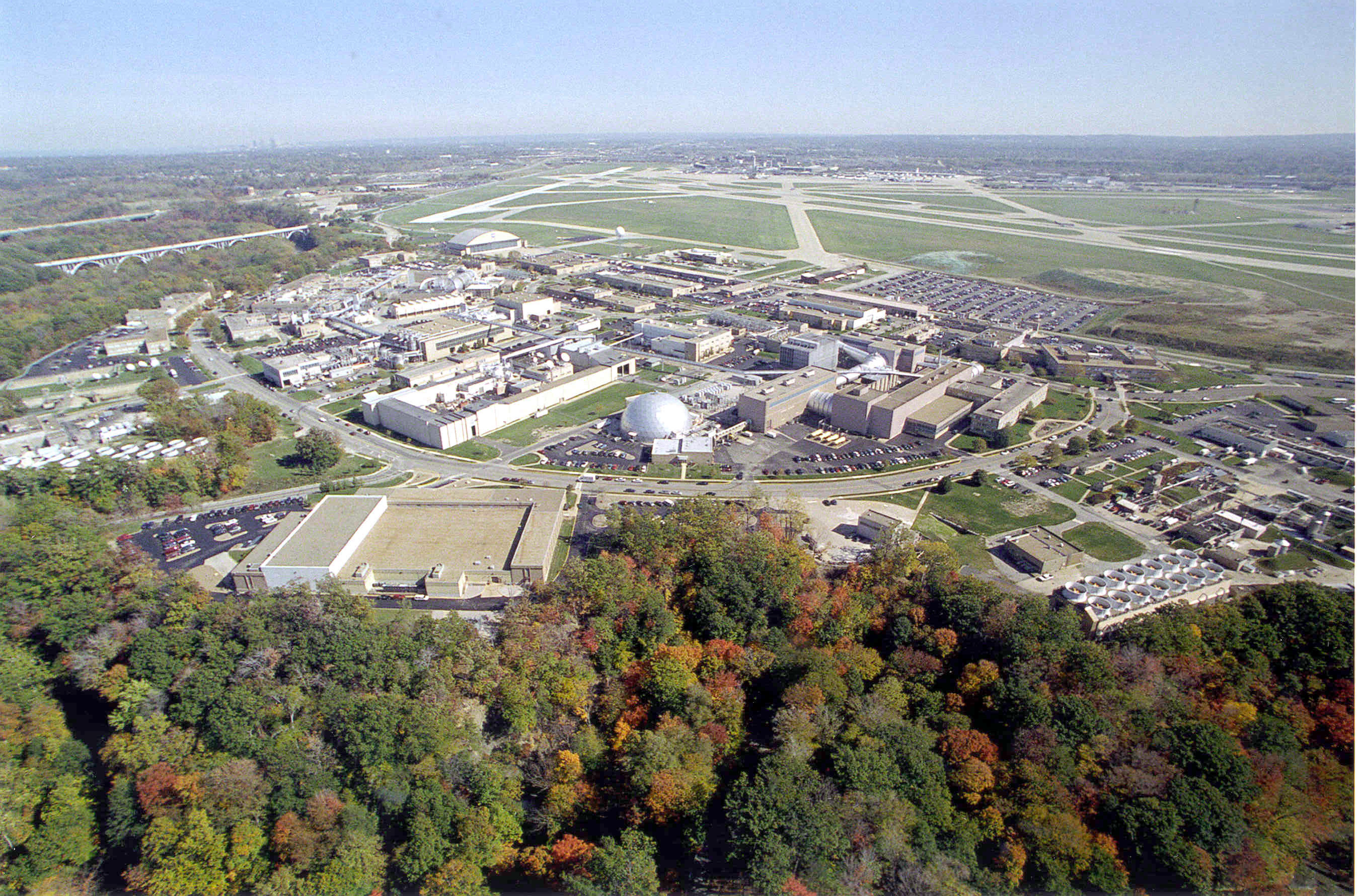
Vista aerea del Glenn Research Center at Lewis Field.

Il NASA John H. Glenn Research Center at Lewis Field è un centro di ricerca della NASA.
Gli impianti principali del Glenn Research Center hanno sede a Cleveland, in Ohio, nei pressi dell'Aeroporto Internazionale Hopkins. I due campus principali sono: Brook Park e Fairview Park. Impianti secondari sono presenti sempre in altre località dell'Ohio.
È diretto da Ramon Lugo.
Il Glenn Research Center è uno dei dieci centri di ricerca maggiori della NASA, il cui obiettivo primario è lo sviluppo di scienza e tecnologia per uso aeronautico e spaziale. Dà attualmente lavoro a 3000 persone, più della metà dei quali fisici ed ingegneri.

## Storia

### Denominazioni
L'istituto fu fondato nel 1941 come parte del National Advisory Committee for Aeronautics (NACA) e fu successivamente incorporato dalla National Aeronautics and Space Administration (NASA) come un laboratorio di ricerca sui motori aeronautici.
Al momento dell'approvazione del finanziamento nel giugno del 1940, fu indicato come: Aircraft Engine Research Laboratory (Laboratorio di ricerca sui motori aeronautici). Fu successivamente rinominato: il Flight Propulsion Research Laboratory nel 1947, il Lewis Flight Propulsion Laboratory nel 1948 ed il NASA Lewis Research Center nel 1958.
Il 1º marzo 1999, al Lewis Research Center fu ufficialmente assegnato il nome attuale - NASA John H. Glenn Research Center at Lewis Field - in onore del pilota, astronauta e politico John Glenn e di George W. Lewis (che diresse la NACA dal 1919 al 1947). All'interno della NASA, ci si riferisce spesso al Glenn Research Center utilizzando l'acronimo GRC.

### Principali risultati tecnologici
Già nel 1951, presso il Glenn Research Center iniziò lo studio che condusse allo sviluppo dei razzi ad idrogeno liquido. Tali studi hanno trovato applicazione nella realizzazione dello stadio superiore del razzo Centaur, uno dei risultati più significativi del centro di ricerca, che in combinazione con i razzi Titan ed Atlas è stato uno dei vettori più utilizzati nell'esplorazione spaziale.
Presso il Glenn Research Cente è stato sviluppato il Propulsori ionici a griglia elettrostatica (Gridded Ion thruster o GIT), che ha volato sulla sonda Deep Space 1. Inoltre, l'Electrical Power System (EPS) sviluppato per la Stazione spaziale Freedom, che, eccetto per alcune modifiche minori, è attualmente in uso sulla Stazione spaziale internazionale (ISS).
In campo aeronautico, presso il Glenn Research Center sono state condotte ricerche sull'efficienza dei motori aeronautici e sulla possibilità di ridurre il consumo di propellente. In particolare, queste ultime, durante il periodo delle crisi energetiche degli anni settanta condussero alla riduzione del 25 % del consumo di carburante.